# (29826) 1999 DW6
A (29826) 1999 DW6 a Naprendszer kisbolygóövében található aszteroida. A LINEAR projekt keretében fedezték fel 1999. február 23-án.